# Preußischer AT 1
Die preußischen AT1 waren dreiachsige Akkumulatortriebwagen mit zwei angetriebenen Endachsen und einer antriebslosen Mittelachse. Sie wurden 1907 in der Hauptwerkstätte Tempelhof unter Verwendung von dreiachsigen Personenwagen nach Musterblatt 18a gebaut. Der elektrische Teil wurde von der Firma Schuckert Nürnberg und die Fahrbatterien von der Firma AFA Berlin geliefert.

## Entwicklung
Die Pfälzischen Eisenbahnen erprobten ab 1896 verschiedene „Omnibuswagen mit elektrischem oder Gasmotorenantrieb“. Vom 25. Mai bis 31. Dezember 1896 legten die zwei von der Lieferfirma kostenlos überlassenen Akkumulatortriebwagen auf der schmalspurigen Strecke zwischen Ludwigshafen und Mundenheim 20.796 km zurück und beförderten 72.400 Personen. 1897 betrug die Laufleistung der Fahrzeuge 36.285 km, sie wurden anschließend an die Lieferfirma zurückgegeben.

## Beschaffung
Auf Grund der guten Betriebsergebnisse bei den Pfälzischen Eisenbahnen beschloss das Direktorium der Preußisch-Hessischen Staatseisenbahnen ebenfalls einen Versuch mit dieser Antriebsart. Die dazu notwendigen theoretischen Vorarbeiten wurden vom preußischen Ministerium für öffentliche Arbeiten bereits 1897 begonnen. Für den Versuchsbetrieb wollte man die Strecken  Erfurt-Langensalza, Cüstrin-Frankfurt a.d.Oder bzw. Alzey-Gau Algesheim nutzen. Das Vorhaben scheiterte an dem zu hohen Kosten der für die Batterieladungen notwendigen Elektroenergie. Per Ministererlass vom 23. November 1904 wurden die Arbeiten eingestellt.
Zum 1. August 1904 übernahm Gustav Wittfeld die Leitung des neuen Dezernats für die Anwendung der Elektrotechnik im Eisenbahnwesen. Von ihm getrieben begannen 1905 erneut Untersuchungen für den Einsatz von Akkumulatortriebwagen auf neuen, dafür geeigneten Strecken. 1906 veranlasste Wittfeld von der Hauptwerkstätte in Berlin-Tempelhof den Umbau von insgesamt fünf dreiachsige Abteilwagen nach Zeichnung 18a zu Akkumulator Triebwagen. Die Wagen erhielten an beiden Wagenenden hochgesetzte Führerstände, die elektrischen Komponenten wurden von SSW (Siemens-Schuckert-Werke, Nürnberg) geliefert, die Blei-Akkumulatoren von AFA.
Obwohl sich die Wagen im Versuchsbetrieb sehr gut bewährten, erfolgte keine weitere Beschaffung. Grund waren die erschwerte Zugänglichkeit zu den Akkubatterien bei der Montage/Demontage und die durch die Anordnung unter den Sitzen nicht zu beeinträchtigende Geruchsbelästigung der Fahrgäste. Das mittlerweile stark erhöhte Verkehrsaufkommen verlangte nach einer größeren Anzahl Fahrgastplätze sowie die mit der Klassenreform einhergehende Anforderung nach solchen der vierten Klasse. Mit den parallel schon in der Beschaffung stehenden Wagen des Typs AT3 wurden diese Anforderungen zur vollen Zufriedenheit erfüllt.

## Einsatz

Einsatzstrecken der AT 1 im Direktionsbezirk Mainz

Zum Jahresbeginn 1907 kamen die fünf Fahrzeuge 1751 Mainz bis 1755 Mainz von dem Bahnhof Mainz ausgehend zum Einsatz. Sie fuhren im Versuchsbetrieb in den Betriebslücken des Fernverkehrs als Nahverkehrszüge nach Oppenheim, Ingelheim bzw. Rüsselsheim-Raunheim. Die durchschnittliche Tagesleistung lag anfangs bei 60, später bei 100 km.
Nach Abschluss des Versuchsbetriebs fuhren die Wagen planmäßig sechsmal täglich nach Rüsselsheim sowie je viermal nach Ingelheim bzw. Oppenheim. Ab 1. Oktober 1907 wurden die Fahrten über Ingelheim hinaus nach Gau-Algesheim ausgedehnt. Die Ladestelle für die Fahrzeuge befand sich in Mainz.

## Verbleib
Alle Wagen wurden 1920 von der Deutschen Reichsbahn übernommen und der Direktion Mainz zugeordnet. Sie erhielten die Betriebsnummern 201 bis 205 und das Gattungskennzeichen AT1.
Nach Lieferung der neuen Wagen der Gattung AT3 wurde der Einsatz immer mehr eingeschränkt. 1920 wurde der Wagen 205 in Darmstadt beheimatet, wo er für den Pendelbetrieb zwischen dem Hauptbahnhof und Darmstadt-Kranichstein genutzt wurde. Der Wagen wurde zudem für den Schülerverkehr genutzt.
Von den restlichen Wagen wurden 1927 die 201, 204 und 205 in Hamm beheimatet, als dort eine Ladestation in Betrieb genommen wurde. Sie wurden für Personalfahrten genutzt. Der letzte Reichsbahntriebwagen wurde 1943 ausgemustert.

### Bad Eilsener Kleinbahn T 202 und T 203
Nach 1920 wurden der AT 202 und der AT 203 an die Bad Eilsener Kleinbahn verkauft. Die beiden als T 202 und T 203 bezeichneten Wagen fuhren hier im regulären Personenzugdienst. Nach der Umstellung der Bad Eilsener Kleinbahn auf Oberleitungsbetrieb mit 600 V Gleichspannung 1926 wurden den beiden Triebwagen die Akkumulatoren ausgebaut, die Steuerung umgebaut, aus Gründen der Gewichtsreduzierung die mittlere Achse entfernt und zwei Lyra-Stromabnehmer angebaut. Die Wagen, die im Volksmund Minchen hießen, bekamen durch den Umbau ein größeres Platzangebot mit 100 Sitzplätzen in sechs Abteilen, eines davon in der 2. Klasse. Außerdem erhöhte sich die Zugkraft; so konnten sie nunmehr zwei Beiwagen befördern. In dieser Form waren sie mehr als 30 Jahre im Einsatz. Der T 203 wurde 1953 als erster ausgemustert, 1961 folgte der T 202.

## Konstruktive Merkmale

### Untergestell
Das Untergestell war komplett aus Stahlprofilen zusammengenietet. Als Zugvorrichtung waren Schraubenkupplungen und als Stoßvorrichtung Stangenpuffer eingebaut. An beiden Längsseiten erhielten die Fahrzeuge durchgehende Aufstiegsbretter. Eine Übergangsmöglichkeit gab es nicht.

### Wagenkasten
Der Wagenaufbau war eine mit Blechen verkleidete Holz-Ständerkonstruktion. Die Seitenwände waren nach unten leicht eingezogen, das Wagendach hatte eine flache Rundung und einen Oberlichtaufsatz. Das gesamte  Erscheinungsbild entsprach dem eines Abteilwagens. An beiden Enden waren hochgesetzte, leicht außermittige Führerstände nach Art der Bremserhäuser angebaut. Durch diese Form der Führerhausanbauten erreichte man, dass die Endabteile ohne Einschränkung nutzen konnte.
Zur Ableitung der bei der Akkumulatorenentladung entstehenden Abgase befanden sich in Höhe der betroffenen Sitzbänke an den seitlichen Wänden Entlüftungshutzen. Auf dem Oberlichtaufsatz befand sich noch ein Aufbau zur Unterbringung der Widerstandsbremsen.

### Laufwerk
Die Trieb- und der Laufradsatz waren als Lenkradsätze ausgebildet. Als alleinige Betriebsbremsen standen die auf dem Wagendach befindlichen elektrischen Widerstandsbremsen zur Verfügung. Die an jedem Wagenende in den Führerständen verfügbaren Spindelhandbremsen dienten nur als Feststellbremse und wirkten nur auf die jeweilige Antriebsachse.

### Fahrgastraum
Die Wagen besaßen Einzelabteile ohne Verbindung untereinander. An den beiden Wagenenden befanden sich die hochgesetzten Führerstände. Es gab vier Abteile der dritten Klasse. Ein weiteres Abteil der dritten Klasse konnte bedarfsweise auch für die zweite Klasse genutzt werden. Für den schnellen Fahrgastwechsel gab es je Fahrzeugseite sechs nach außen aufschlagende Abteiltüren. Die Abteile waren mit Holzlattenbänken ausgestattet.
Die Beleuchtung erfolgte mit elektrischen Glühlampen, der Strom wurde den Akkumulatoren entnommen. Beheizt wurden die Wagen mit von außen beschickten Presskohleöfen, welche unter den Längsträgern angebracht waren. Die Belüftung erfolgte durch Oberlichtfenster auf dem Wagendach, zusätzlich konnten die Fenster der Abteiltüren geöffnet werden.

### Antrieb
Der Antrieb erfolgte über zwei vierpolige Hauptstrommotoren zu je 25 kW. Zum Anfahren wurden die Motoren in Reihe geschaltet, nach Erreichen von 25 km/h wurden sie parallel geschaltet. Die Stromversorgung wurde durch insgesamt 180 Akkumulatoren vom Typ IV GC 126 mit einer Kapazität von 200 Ah je Zelle sichergestellt. Mit ihnen war eine Fahrtleistung von 60 km ohne Nachladen der Batterien möglich. Später wurden stärkere Batterien vom Typ 6 TM 300 in die Fahrzeuge eingebaut, dadurch konnte die Fahrtleistung auf 100 km erhöht werden. Während der Fahrt waren sämtliche Zellen in Reihe geschaltet. Die Speicherelemente wurden unter den aufklappbaren Sitzen eingebaut. Sie konnten zum Wechseln mittels einer Hebevorrichtung durch die Türen herausgehoben werden. Die Entlüftung der Batterien erfolgte durch statische Lüfter (Staurohre) in den Seitenwänden.

## Wagennummern
|               | Herstelldaten | Herstelldaten                   | Herstelldaten | Bahnnummern je Epoche Gattungszeichen | Bahnnummern je Epoche Gattungszeichen | Bahnnummern je Epoche Gattungszeichen                         | Bahnnummern je Epoche Gattungszeichen                         |
| Muster- blatt | Baujahr       | Hersteller                      | Anz.          | bis 1910                              | ab 1910                               | ab 1920                                                       | ab 1926                                                       |
| ------------- | ------------- | ------------------------------- | ------------- | ------------------------------------- | ------------------------------------- | ------------------------------------------------------------- | ------------------------------------------------------------- |
|               |               |                                 |               | A.A.                                  | AT1                                   | AT1                                                           | AT1                                                           |
|               | 1907          | Hw Tempelhof, Schuckert und AfA | 5             | 1 751 bis 1 755                       | 1 851 bis 1 855                       | AT 201, AT 204, AT 205 Bad Eilsener Kleinbahn T 202 und T 203 | AT 201, AT 204, AT 205 Bad Eilsener Kleinbahn T 202 und T 203 |